# Mitracarpus squarrosus
Mitracarpus squarrosus là một loài thực vật có hoa trong họ Thiến thảo. Loài này được (Poepp. ex Cham. & Schltdl.) DC. mô tả khoa học đầu tiên năm 1828.